# Cherub Rock
«Cherub Rock» (с англ. — «Херувимский рок») — песня американской альтернативной рок-группы The Smashing Pumpkins. Это первый сингл с их второго альбома Siamese Dream (1993 г.) и открывающий трек альбома. Она была написана ведущим вокалистом и гитаристом Билли Корганом. Она была номинирована на премию «Грэмми» за лучшее хард-рок исполнение.

## Композиция
«Cherub Rock» была одной из последних песен, написанных для альбома, и текст песни рассказывает об отношениях Коргана с его восприятием инди-рок-сообщества и более крупных СМИ. Песня была исполнена в стандартной настройке с октавой Е, сыгранной на 7-м ладу, приём, который группа использовала в других песнях, таких как «Drown», «Tristessa» и «Starla». Корган описывает это как «аккорд Пампкинов», говоря: «Мы, по сути, украли это у Джими Хендрикса. Но Джими Хендрикс, вероятно, украл его у Уэса Монтгомери». Заметный эффект на соло был достигнут путём записи гитарного соло на две разные кассеты, которые затем были запущены одновременно, при этом скорость одной кассеты была слегка изменена. «Cherub Rock» содержит различные наложения, на которые повлияли жанры шугейз, а также классический стадионный рок 1970-х годов. По словам Коргана, вступительный барабанный рифф песни является прямым заимствованием из песни группы Rush 1975 года «By-Tor and the Snow Dog».

## Музыкальное видео
В клипе представлены кадры, на которых группа исполняет песню вживую в лесу. Он был полностью снят за пределами Сан-Франциско на Super8 film со скромным бюджетом. Режиссёр Кевин Керслейк использовал различные разрушительные приёмы при разработке фильма, чтобы придать видео сломанный и грязный вид. Сообщается, что Корган был крайне недоволен опытом съёмок, и группа больше никогда не работала с Керслейком до выхода клипа на «Empires», третьего сингла с альбома 2023 года Atum: A Rock Opera in Three Acts.

## Отзывы критиков
Корган настоял на том, чтобы песня была выпущена в качестве первого сингла с альбома, хотя руководители звукозаписывающей компании считали, что «Today» будет более сильным вступительным синглом. Хотя пожелания Коргана были учтены, сингл действительно был встречен гораздо менее восторженно, чем «Today», хотя он остаётся любимым фанатами. Акустическая версия песни исполняется на Vieuphoria и её CD-компаньоне Earphoria.
Песня имела умеренный успех у группы, была исполнена в Saturday Night Live 30 октября 1993 года и попала в рейтинг Triple J Hottest 100 под номером 43. Читатели Guitar World поставили «Cherub Rock» на 97-е место в списке 100 величайших гитарных соло из всех времён. В марте 2005 года журнал Q поместил его на 67-е место в своем списке 100 величайших гитарных треков.
После переиздания Siamese Dream в 2011 году Consequence of Sound прокомментировали, что сингл «казался специально созданным для поддержки формирующегося современного рок-радиоформата».

## В популярной культуре
Песня присутствует в многочисленных ритм-видеоиграх, таких как Guitar Hero III: Legends of Rock, Rock Band, Power Gig: Rise of the SixString и Rocksmith 2014.
Группа Roses Are Red из Рочестера, Нью-Йорк, исполнила кавер на песню для сборника Reignition Records 2005 года The Killer in You: A Tribute to Smashing Pumpkins.

## Список композиций
CD и 12-дюймовый винил
1. «Cherub Rock» — 4:59
2. «Pissant» — 2:30
3. «French Movie Theme» / «Star-Spangled Banner» — 3:50

7-дюймовый винил
1. «Cherub Rock» — 4:59
2. «Purr Snickety» — 2:50

## Участники записи
- Билли Корган — вокал, соло-гитара, бас
- Джеймс Иха — ритм-гитара
- Д’арси Рецки — вокал, бас
- Джимми Чемберлин — барабаны

## Чарты
| Чарт (1993 г.)                     | Позиция в чартах |
| ---------------------------------- | ---------------- |
| Australia (ARIA)                   | 87               |
| Канада (RPM Top Singles)           | 91               |
| Новая Зеландия (Recorded Music NZ) | 16               |
| Великобритания (UK Singles Chart)  | 31               |
| США (Billboard Alternative Songs)  | 7                |
| США (Billboard Mainstream Rock)    | 23               |

| Чарт (1993 г.)                    | Позиция в чарте |
| --------------------------------- | --------------- |
| US Modern Rock Tracks (Billboard) | 24              |